# Antônio Tertuliano dos Santos

Armas do barão de Silveiras.

Antônio Tertuliano dos Santos, primeiro e único barão de Silveiras (Rio de Janeiro, 5 de junho de 1826 — Rio de Janeiro, 19 de abril de 1890), foi um fazendeiro de Rio Claro, e também ativo comerciante.
Casou na cidade do Rio de Janeiro com d. Deolinda Maria dos Santos, nascida a 13 de março de 1834 e falecida a 5 de junho de 1925, na mesma cidade.
O barão foi sepultado no Cemitério de Catumbi. O inventário de seus bens se encontra no Arquivo Nacional.

## Titularidades
Barão de Silveiras
Título conferido por decreto imperial em 13 de fevereiro de 1867, referendado por João de Almeida Pereira Filho.